# Abel Campos
Pour les articles homonymes, voir Campos.
Abel Campos, de son nom complet Afonso Abel de Campos, est un footballeur angolais né le 4 mai 1962 à Luanda. Il jouait au poste d'ailier droit.

## Biographie

### En club
Campos commence sa carrière avec le Petro Atlético en 1982,,.
Avec le club angolais, il est sacré Champion d'Angola à six reprises et réalise même le doublé coupe nationale/championnat en 1987,,.
En 1988, il rejoint le Benfica Lisbonne. Il dispute ses premiers matchs européens en Coupe UEFA, lors de la campagne 1988-1989, Campos joue deux matchs et inscrit un but. Avec le club lisboète, il est sacré Champion du Portugal lors de cette saison,.
L'année suivante, Benfica dispute Coupe des clubs champions, Campos dispute 5 rencontres, il inscrit un but lors du huitième retour contre Budapest Honvéd. Il dispute également un match de quart de finale contre Dnipropetrovsk pour ne plus jouer ensuite. Benfica sera finaliste malheureux contre le Milan AC cette année.
En 1990, il quitte Benfica pour rejoindre l'Estrela Amadora avec qui il dispute la Coupe des vainqueurs de coupe,,.
Il joue ensuite lors de la saison 1991-1992 avec le Sporting Braga,,.
De 1992 à 1994, Campos est joueur du Benfica Castelo Branco (en),,.
Il part ensuite en Indonésie rejoindre Gelora Dewata,,.
De 1995 à 1997, il évolue sous les couleurs du FC Alverca,,.
Après une dernière saison avec le PSIS Semarang, il raccroche les crampons en 1998,,.
Campos joue au total 93 matchs pour 14 buts marqués en première division portugaise.
Au sein des compétitions européennes, il dispute 5 matchs pour 1 but marqué en Ligue des Champions, 4 matchs pour aucun but marqué en Coupe des vainqueurs de coupe et 2 matchs pour un but inscrit en Coupe UEFA.

### En sélection
Campos représente l'équipe nationale d'Angola de 1985 à 1996 à 16 reprises pour un but marqué.
Il fait partie du groupe angolais disputant la Coupe d'Afrique des nations 1996. Il joue les trois matchs de phase de poule de l'équipe durant cette compétition.

### Vie privée
Son fils Djalma Campos est aussi footballeur international angolais.

## Palmarès

### En club
Petro Atlético
- Championnat d'Angola :
  - Champion : 1982, 1984, 1986, 1987 et 1988.

- Coupe d'Angola :
  - Vainqueur : 1987.

 Benfica Lisbonne
- Championnat du Portugal :
  - Champion : 1988-89.

- Supercoupe du Portugal :
  - Vainqueur : 1989.